# Lucidni snovi
Lucidni snovi su oni snovi kada je osoba svjesna da sanja, čega obično postaje svjesna kada sanja neku nemoguću ili nevjerojatnu pojavu, ili bez ikakvog jasnog razloga jednostavno shvati da sanja. 
U takvim snovima moguće je biti lucidan i imati malo kontrole nad sadržajem snova i obratno, imati mnogo kontrole bez čiste svjesnosti da sanjamo. Ako smo lucidni i imamo dobru kontrolu, onda možemo birati neku aktivnost koja je moguća samo u snovima, postići ono što u budnom stanju ne bismo nikada mogli ostvariti.
Iako se takvi snovi tokom života spontano događaju, moguće ih je posebnim metodama i vježbama (pisanje dnevnika snova isl.) potaknuti, te isto tako i pojačati stanje lucidnosti i time dobiti veću kontrolu nad vlastitim lucidnim snovima.

## Znanstvena potvrda
Celia Green prva je prepoznala znanstveni potencijal lucidnog sanjanja u studiji Lucid Dreams iz 1968.godine. Green je analizirala glavne značajke takvih snova oslanjajući se na prethodno objavljene radove na temu, uz dopunu s vlastitim istraživanjima. Zaključuje da su lucidni snovi iskustvena kategorija posve različita od uobičanjeih snova i predviđa povezivanje lucidnosti u snu i REM faza sna. Također, Green je prva povezala fenomen lucidnog sna s fenomenom lažnog buđenja.
Filozof Norman Malcolm 1959.godine u tekstu Dreaming zastupa teze protiv mogućnosti točne provjere zapisa snova. Ipak, shvaćanje da pomicanje očiju u snovima može utjecati na pomicanje sanjačevih očiju u fizičkom svijetu je pružilo mogućnost dokazivanja da akcije dogovorene u vrijeme budnosti mogu biti prizvane i izvedene u lucidnom snu. Prvi dokaz navedene pretpostavke pružio je krajem 1970-ih britanski parapsiholog Keith Hearne uz pomoć volontera, Alan Worsley. Worsley je pomicanjem očiju davao signale iz lucidnog sna koji su zabilježeni polisomnografom.
Hearnovi rezultati nisu bili distribuirani u širokoj javnosti i prvu stručnu recenziju objavio je tek nekoliko godina kasnije Stephen LaBerge sa sveučilišta Stanford. LaBerge je neovisno, za potrebe doktorske disertacije, razvio tehnike induciranja lucidnih snova koje se i danas masovno koriste i osnova su lucidnog sanjanja. Tijekom 1980-ih istraživanja u području lucidnih snova postaju sve brojnija i rezultati istraživačkih eksperimenata sve više izlaze u javnost.